# Pumpspeicherkraftwerk Capriati
Das Pumpspeicherkraftwerk Capriati von Enel befindet sich bei der italienischen Gemeinde Capriati a Volturno in der Provinz Caserta in Kampanien. Das Kraftwerk wurde 1966 in Betrieb genommen und 1998 auf automatischen Betrieb umgestellt. Es hat eine Leistung von 113 Megawatt und verfügt über zwei Maschinensätze mit Peltonturbinen und Pumpen. Dabei wird eine Fallhöhe von 645,5 m ausgenutzt, der Wasserdurchfluss beträgt 19 m³/s.